# Тролза-СТ-5265А
Тролза-СТ-5265А — современный низкопольный троллейбус с автономным ходом производства «Сибэлтранссервис». Оснащается литий-ионными батареями производства российской компании «Лиотех». Запас автономного хода около 60 км.

## Описание
Первый двухосный современный низкопольный троллейбус, разработанный заводом в городе Новосибирске. Троллейбус оборудован с длительным режимом автономного хода до 60 километров.
Первый полностью низкопольный троллейбус, разработанный заводом в городе Новосибирске. Кузов выпущен и приобретён от троллейбуса ТролЗа-5265.0*«Мегаполис» на заводе ЗиУ/Тролза в городе Энгельсе (Саратовская область). Кузов двухосный, с тремя дверями для входа-выхода пассажиров. Наружная обшивка крыши выполнена из оцинкованного цельнотянутого стального листа. Овалы крыши, обшивка бортов, передка и задка выполнена стеклопластиковыми панелями. Пол низкий по всей длине салона, ступенек нет. Напротив средней двери имеется накопительная площадка для стоящих пассажиров, на которой также возможно размещение инвалидной или детской коляски.

## История поставок
Первый опытный экземпляр был выпущен в июне 2013 года и поступил в Новосибирск. С 4 по 6 июня 2013 года он был представлен на выставке в выставочном центре «Новосибирск Экспоцентр», после этого проходил испытания на аккумуляторах. Позднее был передан в Заельцовское троллейбусное депо, где получил новый бортовой номер № 3330. 3 октября 2013 года, он вышел на опытную эксплуатацию по маршруту № 5А.
В конце августа 2013 года предприятие «Сибэлтранссервис» запатентовало новый вид транспорта[какой?] и получило сертификат на его серийное производство.

## Достоинства
- Современный дизайн, например, маленькие округлые фары, панорамное лобовое стекло (триплекс);
- Тонированные стеклопакеты;
- Полностью низкий уровень пола в салоне, нет ступенек в дверях (удобно для инвалидов);
- ЭМУ (электронные маршрутоуказатели);
- Оборудован с длительным режимом автономного хода до 60 километров.

## Эксплуатирующие города
По состоянию на апрель 2020 года в России эксплуатируется 1 машина в Новосибирске.
| Страна | Город       | Эксплуатирующая организация | Модификация     | Количество |
| Россия | Новосибирск | МКП Горэлектротранспорт     | ТролЗа-СТ-5265А | 1 машина   |